# 3-D WorldRunner
 (novembre 2018).
Si vous disposez d'ouvrages ou d'articles de référence ou si vous connaissez des sites web de qualité traitant du thème abordé ici, merci de compléter l'article en donnant les références utiles à sa vérifiabilité et en les liant à la section « Notes et références ».
3-D WorldRunner (とびだせ大作戦, Tobidase Daisakusen, en japonais) est un jeu vidéo d'action sorti en 1987.
Au Japon, le jeu est sorti sur Famicom Disk System sous le nom de Tobidase Daisakusen.
Il est ensuite sorti la même année aux États-Unis sur Nintendo Entertainment System.
Le jeu a été développé par Square puis édité, au Japon, par DOG, un label de Square et aux États-Unis par  Acclaim.
Le joueur endosse le rôle de WorldRunner (connu sous le nom de Jack au Japon), un cow-boy spatial en mission pour sauver plusieurs planètes envahies par des monstres ressemblant à des serpents.
Pour cette époque, le jeu est techniquement avancé ; le défilement en trois dimensions est très ressemblant aux graphiques de Mode 7, un mode graphique apparu plusieurs années après sur Super NES dans des jeux tels que Super Mario Kart ou Pilotwings'.
3-D WorldRunner a été conçu par Hironobu Sakaguchi, Nobuo Uematsu et Nasir Gebelli. Ces personnes formeront le noyau de l’équipe qui a développé  le populaire jeu de rôle Final Fantasy. Ils ont également développé JJ, la suite de 3-D WorldRunner.

## Système de jeu
3-D WorldRunner contient beaucoup d’éléments typiques d’un scrolling shooter vertical. Les joueurs doivent détruire ou éviter des ennemis défilant avec l’arrière-plan. Cependant, la plupart des scrolling shooter verticaux utilisent une vue aérienne alors que 3-D WorldRunner adopte une vue arrière à la troisième personne.
Les joueurs font leur chemin au travers de huit mondes, battant des créatures alien hostiles et bondissant au-dessus de canyons sans fonds. Chaque monde est divisé en quatre parties, et le joueur doit franchir chaque partie avant que le compte à rebours n’atteigne zéro. Dans chaque partie le joueur peut percuter des colonnes afin d’y trouver des objets bénéfiques ou non pour le personnage (appelés des power up). Dans la barre d’état en bas de l’écran vous pouvez lire :
- le score du joueur
- le temps restant
- le nombre d’étoiles récupérées par le joueur
- le nombre de vies restant

## Mission
Le jeu se déroule dans le Système Solaire #157. Celui-ci est envahi par une race d’aliens connus sous le nom de Serpentbeasts, menés par le terrifiant Grax. Le joueur doit donc parcourir les huit planètes afin de détruire Grax.

## Contrôles de Base
Le défilement continu de l’écran ne permet pas l’arrêt du personnage, mais en utilisant les flèches directionnelles de la manette de contrôle le joueur peut accélérer ou ralentir le pas du WorldRunner. Le jeu permet également un déplacement latéral infini. Pour battre le Serpentbeast à la fin de chaque monde, le joueur peut se déplacer librement dans toutes les directions.
Les actions du jeu consistent principalement à sauter et à lancer des missiles. Sauter est essentiel afin de franchir les canyons sans fond et d’éviter les ennemis. Le joueur peut jauger la longueur du saut en appuyant simultanément sur le bouton pour sauter et sur les flèches directionnelles. Grâce à un Power up, WorldRunner peut également tirer des missiles pour détruire ses ennemis. Dès que le joueur atteint le Serpentbeast à la fin d’un monde, WorldRunner est automatiquement armé de missiles afin de le détruire.

## Ennemis et Obstacles
Les mondes parcourus sont remplis d’ennemis qui attaquent ou bloquent WorldRunner dans sa progression. De plus, le joueur doit sauter au-dessus de canyons présents dans tous les mondes. Enfin, à la fin de chaque monde, un boss appelé Serpentbeast attend le joueur. Chaque ennemi et obstacle a une place définie et non aléatoire.

### Canyons(Obstacle)
Les canyons sont présents dans chaque monde. Ils diffèrent par leur largeur et par leur nombre.

### Serpentbeasts(Ennemi)
Les Serpentbeasts apparaissent à la fin de chaque monde. Ils doivent être vaincus afin de passer au monde supérieur. Le nombre de Serpentbeast augmente au fil des mondes.

### Divers ennemis(Ennemi)
Chaque monde apporte son lot d’ennemis. Certains types d’ennemis se retrouvent à travers les niveaux. Dans le second monde, Toro, apparaissent les Mains Invincibles. Ces ennemis ne blessent pas le personnage, mais tentent de bloquer sa progression en suivant ses mouvements.

## Objets
Bien que rempli de monstres pleins de mauvaises intentions, les huit mondes contiennent aussi des objets utiles. La majorité de ceux-ci sont cachés dans des colonnes disséminées à travers chaque monde.
Pour récupérer les objets suivants, il suffit de se jeter une colonne :
- Potions de Puissance : Cette potion donne le pouvoir d’absorber un coup d’un ennemi. Les cheveux, gants et bottes de WorldRunner deviennent alors rouge. Une fois touché, les effets de la potion disparaissent.
- Missiles : Une fois armé de missiles, WorldRunner peut tirer indéfiniment afin de détruire ses ennemis. Une fois touché, cette capacité disparaît.
- Champignons : Contrairement à Super Mario, les champignons tuent le personnage instantanément, même si le joueur a pris une potion de puissance.
- Cœurs : Cet objet augmente de un le nombre de vies du joueur.
- Atomes : Les atomes rendent temporairement WorldRunner invisible. L’invisibilité protège des champignons, permet de détruire les ennemis en leur marchant dessus mais elle n’évite pas la mort si tombe dans un canyon.
- Horloges Cosmiques : Elles permettent de remettre le compteur de temps au début. Elles sont très rares.

Les objets suivant se trouvent dans le monde :
- Étoiles : Les étoiles sont des petits objets disséminés à travers tous les mondes. Elles augmentent le score du joueur de 50 points. De plus, à la fin de chaque monde, le nombre d’étoiles possédés est multiplié par 200 puis ajouté au score. Le nombre d’étoiles est affiché en bas à droite de l’écran. Celui-ci retombe à zéro si le joueur meurt.
- Ballons : Ces objets servent à transporter WorldRunner dans un niveau bonus, appelé partie B. Ils sont remplis d’étoiles et de colonnes contenants des objets utiles.
- Petit Ressorts : Ils apparaissent dans le troisième monde, Caverno. En marchant dessus, ses ressorts envoient WorldRunner dans les airs. Ils sont essentiels pour passer certains canyons très larges.
- Super Ressorts : Ses ressorts, plus plats que les petits, ont la même utilité que les petits, acceptés qu’ils envoient WorldRunner beaucoup plus haut.

## Mondes
3-D WorldRunner contient huit mondes, contenants de 2 à 4 parties chacun.
| Monde | Nom     | Nombre de parties | Nombre de Serpentbeast | Commentaires                               |
| ----- | ------- | ----------------- | ---------------------- | ------------------------------------------ |
| 1     | Uno     | 4                 | 1                      |                                            |
| 2     | Toro    | 3                 | 2                      | Première apparition des Mains Invincibles  |
| 3     | Caverno | 4                 | 2                      | Première apparition des Petit Ressorts     |
| 4     | Quanto  | 3                 | 3                      | Première apparition des Super Ressort      |
| 5     | Temero  | 3                 | 3                      |                                            |
| 6     | Aquo    | 4                 | 4                      |                                            |
| 7     | Inviso  | 3                 | 4                      | WorldRunner ne peut pas ralentir           |
| 8     | Fino    | 4                 | 6                      | WorldRunner doit battre Grax et ses clones |

## Mode 3-D
Ce jeu tire son nom (3-D WorldRunner) du fait qu’il est programmé pour pouvoir être joué en 3-D. Ce fut le premier d’une série de trois jeux en 3-D par Square. Les autres furent JJ (la suite de 3-D WorldRunner) et Rad Racer. Une fois le mode 3-D sélectionné, le jeu utilise une technique de superposition de deux points de vues différents sur une même image, plus connues sous le nom d’Anaglyphe.
Le jeu était vendu avec une paire de "lunettes anaglyphe" qui utilise des filtres rouge et cyan afin de créer l’illusion d’une image en trois dimensions.
De nos jours, il est extrêmement difficile de trouver le jeu 3-D WorldRunner en entier. Même les exemplaires vendus sur eBay contiennent le manuel, la boite de jeu et la jaquette, mais jamais les lunettes.

## Musiques
La bande son de 3-D WorldRunner contient 8 pistes. Toutes les pistes de 3-D WorldRunner ont été réutilisés ou remixées dans la suite : JJ.